# Пироваць
Пироваць (хорв. Pirovac) — населений пункт і громада в Шибеницько-Книнській жупанії Хорватії.

## Населення
Населення громади за даними перепису 2011 року становило 1 930 осіб. Населення самого поселення становило 1 704 осіб.
Динаміка чисельності населення громади:
Динаміка чисельності населення центру громади:

## Населені пункти
Крім поселення Пироваць, до громади також входять: 
- Кашич
- Путичанє

## Клімат
Середня річна температура становить 15,27 °C, середня максимальна – 27,68 °C, а середня мінімальна – 3,40 °C. Середня річна кількість опадів – 736 мм.
| Клімат поселення                              | Клімат поселення | Клімат поселення | Клімат поселення | Клімат поселення | Клімат поселення | Клімат поселення | Клімат поселення | Клімат поселення | Клімат поселення | Клімат поселення | Клімат поселення | Клімат поселення | Клімат поселення |
| Показник                                      | Січ.             | Лют.             | Бер.             | Квіт.            | Трав.            | Черв.            | Лип.             | Серп.            | Вер.             | Жовт.            | Лист.            | Груд.            |                  |
| Середній максимум, °C                         | 11,20            | 11,60            | 13,58            | 16,83            | 21,61            | 25,36            | 27,68            | 27,28            | 23,37            | 19,87            | 14,82            | 11,76            |                  |
| Середня температура, °C                       | 7,30             | 7,71             | 9,67             | 12,95            | 17,72            | 21,46            | 24,62            | 24,22            | 20,31            | 16,80            | 11,77            | 8,70             |                  |
| Середній мінімум, °C                          | 3,40             | 3,81             | 5,77             | 9,04             | 13,80            | 17,56            | 21,57            | 21,16            | 17,27            | 13,75            | 8,71             | 5,66             |                  |
| Норма опадів, мм                              | 66               | 57               | 61               | 63               | 52               | 48               | 26               | 42               | 76               | 80               | 89               | 76               |                  |
| Середньомісячна швидкість вітру, м/с          | 3.00             | 3.12             | 3.25             | 3.10             | 2.69             | 2.47             | 2.52             | 2.37             | 2.64             | 2.75             | 3.34             | 3.24             |                  |
| Середньомісячна сонячна радіація, кДж/м²·день | 5243             | 8000             | 11788            | 16665            | 20740            | 23391            | 24813            | 21700            | 16023            | 10347            | 5725             | 4490             |                  |
| --------------------------------------------- | ---------------- | ---------------- | ---------------- | ---------------- | ---------------- | ---------------- | ---------------- | ---------------- | ---------------- | ---------------- | ---------------- | ---------------- | ---------------- |
| Джерело:                                      |                  |                  |                  |                  |                  |                  |                  |                  |                  |                  |                  |                  |                  |